# Jüdisches Museum Rhodos

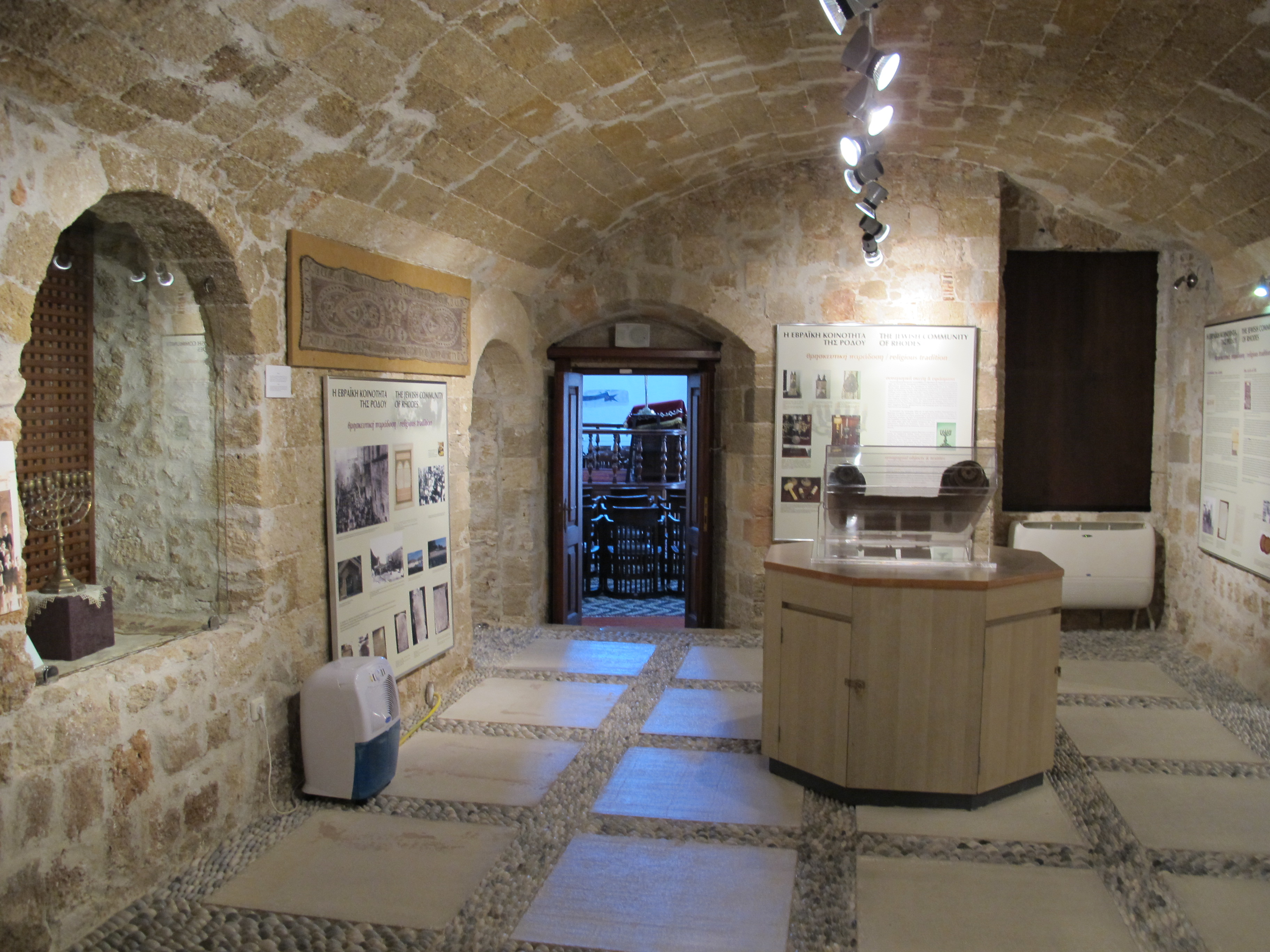
Jüdisches Museum Rhodos, 2013

Das Jüdische Museum Rhodos (griechisch Εβραϊκό Μουσείο Ρόδου Evraiko Mousio Rodou) ist ein kleines Museum in der Stadt Rhodos, das die lokale Geschichte des Judentums dokumentiert. Schwerpunkt ist das Leben vor dem Holocaust sowie dessen Folgen für die Gemeinde und die Auswanderung der Juden von Rhodos nach Elisabethville in der Region Katanga im Kongo.
Das Museum wurde 1977 in einem Anbau der 1577 erbauten Kahal-Shalom-Synagoge in der Polydorou-Straße eingerichtet, 2006 wurde es grundlegend renoviert und wird seitdem von der Israelitischen Gemeinde von Rhodos betreut. Die Kustodin ist eine Auschwitzüberlebende.
Zu den Exponaten gehören theologische Bücher, die in Ladino verfasst sind, sowie ein Ausreisedokument, ausgestellt vom türkischen Sultan Mehmet Reshat, wonach Isaac Nessim Ben Veniste mit seiner Familie das Osmanische Reich verlassen durfte.